# Mexikansk dvärgkräfta
Mexikansk dvärgkräfta (Cambarellus patzcuarensis) är en sötvattenlevande art av kräfta. Den är endemisk till Mexiko där den förekommer i Pátzcuarosjön, efter vilket den fått sitt vetenskapliga namn, samt i källor i Chapultepec, Opopeo och Tzurumutaro.

## Utseende
Mexikansk dvärgkräfta blir som vuxen cirka 3,5–4 centimeter lång. Räknar man med dess klor kan längden uppgå till omkring 5 cm. Naturformen av mexikansk dvärgkräfta är oftast brun till gråbrun, ibland med anslag av blått. Det förekommer en orangefärgad mutation från Pátzcuarosjön i Mexiko, Cambarellus patzcuarensis var. "Orange", vilken är mer eftertraktad bland akvarister världen över. Den bruna naturformen är dock vanligare.

## Förekomst i Sverige
Samman med alla andra kräftor utom svenskodlade flod- och signalkräftor är denna art inte längre tillåten att föra in eller hålla i fångenskap i Sverige. Förbudet har främst tillkommit för att minska risken för smittspridning av bland annat kräftpest och porslinssjuka till våra inhemska kräftarter, och gäller kräftornas alla levnadsstadier, och oavsett om man ämnar hålla kräftorna i dammar, akvarier, eller någon annan typ av behållare. Naturvårdsverket och fiskeriverket kan dock ge dispens från lagen, främst vad gäller kräftor som förs in i forskningsyfte och hålles under övervakade förhållanden på universitets- och högskoleinstitutioner.
|  |  |
|  |  |